# دنيس غراتون
دنيس غراتون (بالإنجليزية: Dennis Gratton)‏ هو لاعب كرة قدم بريطاني، ولد في 21 أبريل 1934 في روثرهام ‏ في المملكة المتحدة، وتوفي بنفس المكان في 18 فبراير 2016. لعب مع شيفيلد يونايتد ولينكولن سيتي أف سي ونادي بوسطن يونايتد.